# NGC 1490
NGC 1490 je galaksija u zviježđu Mreža.

## Vanjske poveznice
- SEDS: NGC 1490